# Fil (verktyg)

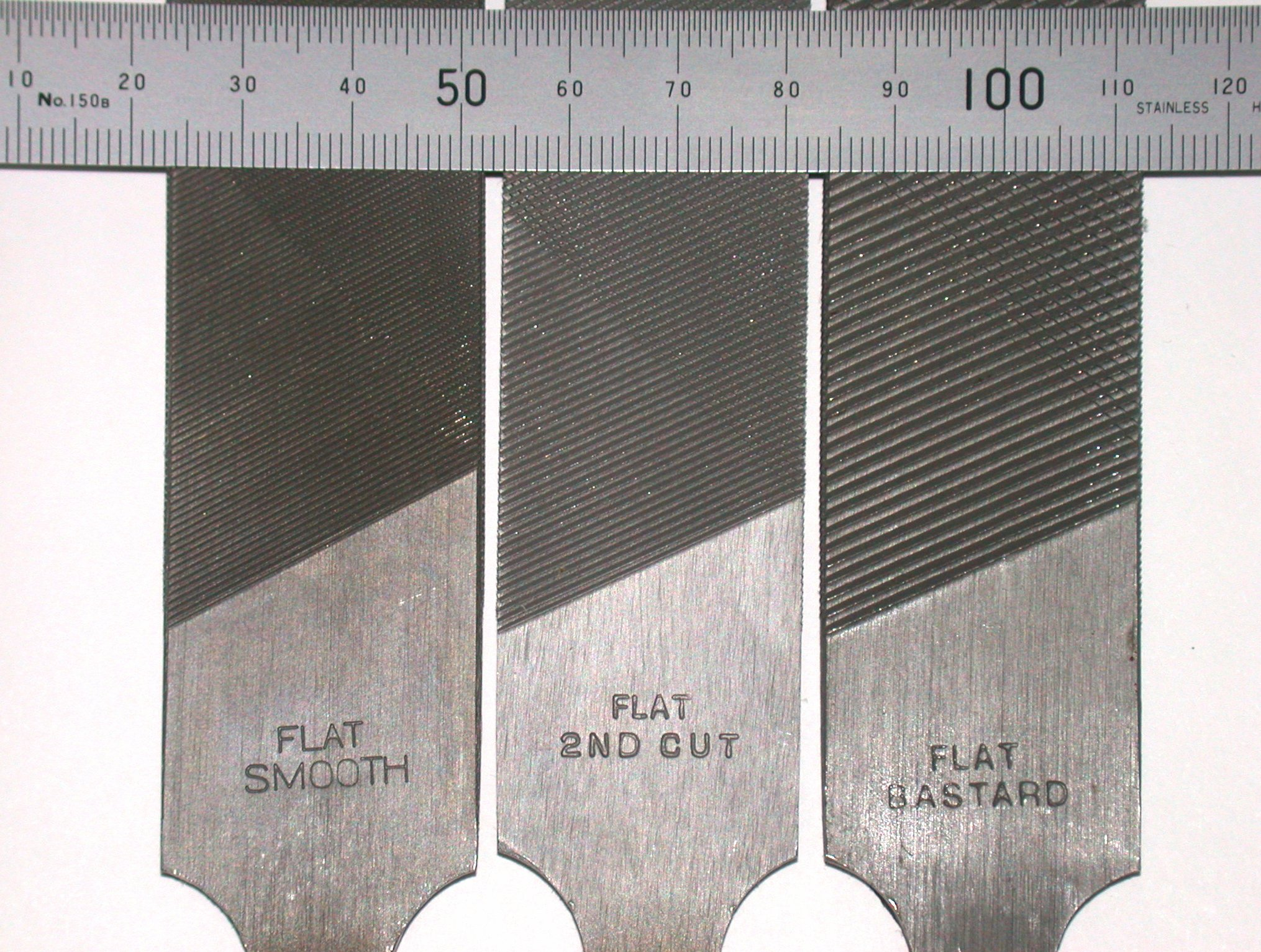
Filar med olika storlek och avstånd mellan eggarna.

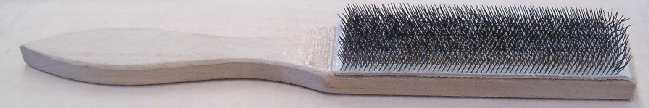
Filkarda

Filen är ett verktyg av härdat stål med räfflad yta, som används vid skärande bearbetning av trä och metall. Verktyget används ibland för skärpning av grövre verktyg och sågar. 
För att rensa en fil som använts på mjuka metaller såsom tenn (då hålrummen snabbt fylls med partiklar av metallen) kan en filkarda användas. Den ser ut som en bred stålborste med tät, kort borst.

## Filens tvärsnitt
Den räfflade ytan består av en mängd, tätt efter varandra placerade eggar. Eggarna framställs oftast genom huggning (se nedan) och beroende hur tätt det är mellan eggarna och filens utseende i stort är den lämplig för olika arbetsuppgifter. I stort gäller att runda och halvrunda filar används i runda hål och andra konkava ytor, övriga filar på raka eller konvexa ytor. Filar kan delas in i följande typer:
1. Flat fil eller ansatsfil (rektangel)
2. Trekantfil (liksidig triangel)
3. Fyrkantfil (kvadrat)
4. Rundfil (cirkel)
5. Halvrund fil (cirkelsegment mindre än halvcirkel)
6. Sågfil (romb)

## Filens huggning
Filen är vanligen huggen på alla sidor. Ansatsfilen kan ha en slät kant för att man skall kunna komma nära en angränsande, vinkelställd yta utan att skada den. Filen smalnar ofta av mot änden men det gäller inte sågfilar. Den andra smala änden, avsedd för ett handtag, kallas tånge.
1. Enkelgrad (en omgång eggar snett över filens bredd)
2. Dubbelgrad (två omgångar eggar i kors över filens bredd)
3. Raspgrad (korta, grova eggar)

Enkelgrad ger mindre avverkning men slätare yta, dubbelgrad ger större avverkning och mindre slät yta, raspgrad ger mycket stor avverkning och mycket ojämn yta.

## Filens finhet och storlek

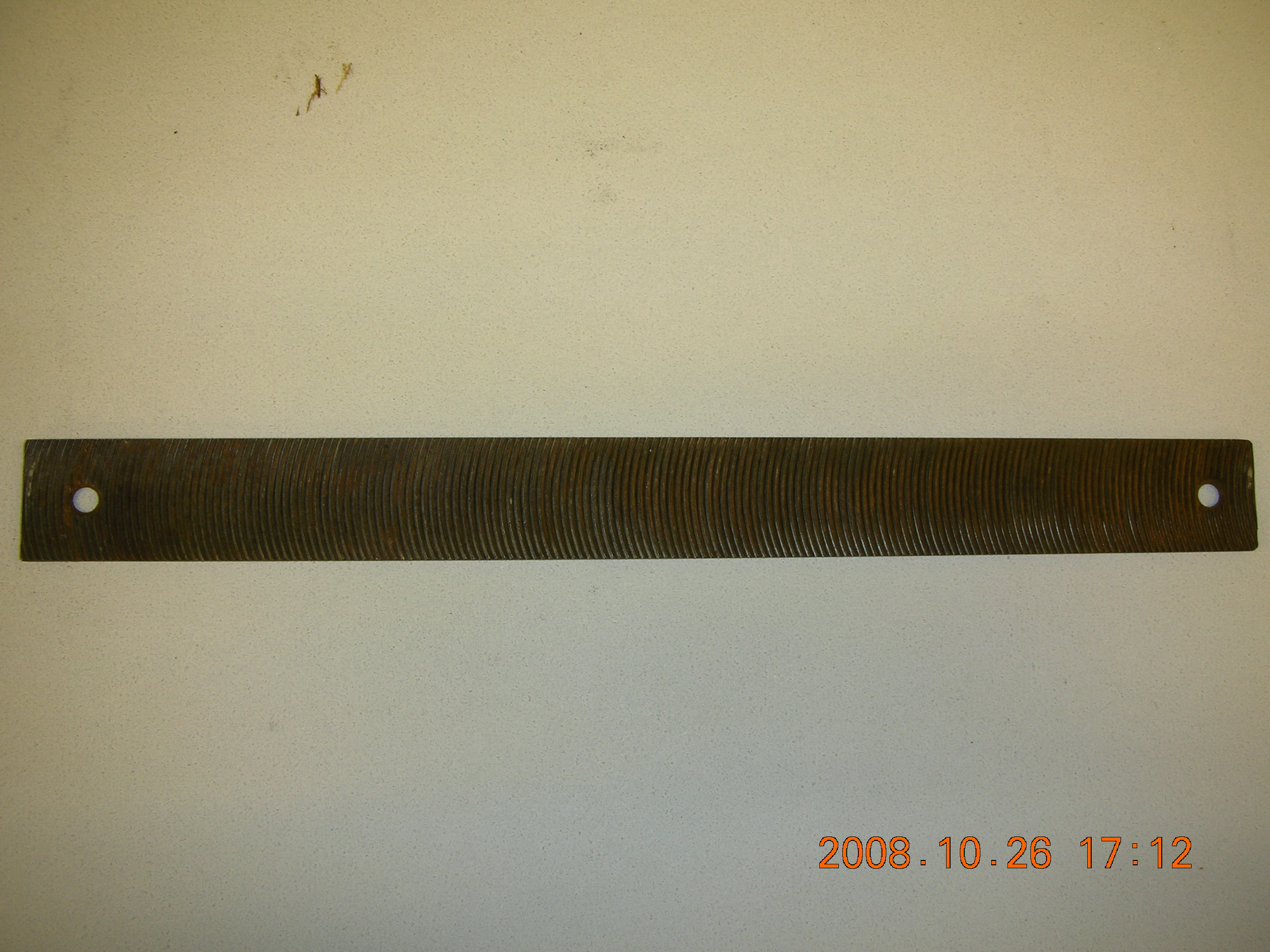
Pansarfil 300 mm

Med filens finhet menas avståndet mellan eggarna:
1. Grov
2. Mellan
3. Fin

Lägg märke till att beteckningarna inte är absoluta, det vill säga att en stor fil med beteckningen grov, har en grövre huggning än en mindre fil med samma beteckning. Filar förekommer i olika storlekar för olika ändamål, från raka och böjda nålfilar för finmekanik till stora filar för hantverk och maskin, även roterande.

## Specialfilar

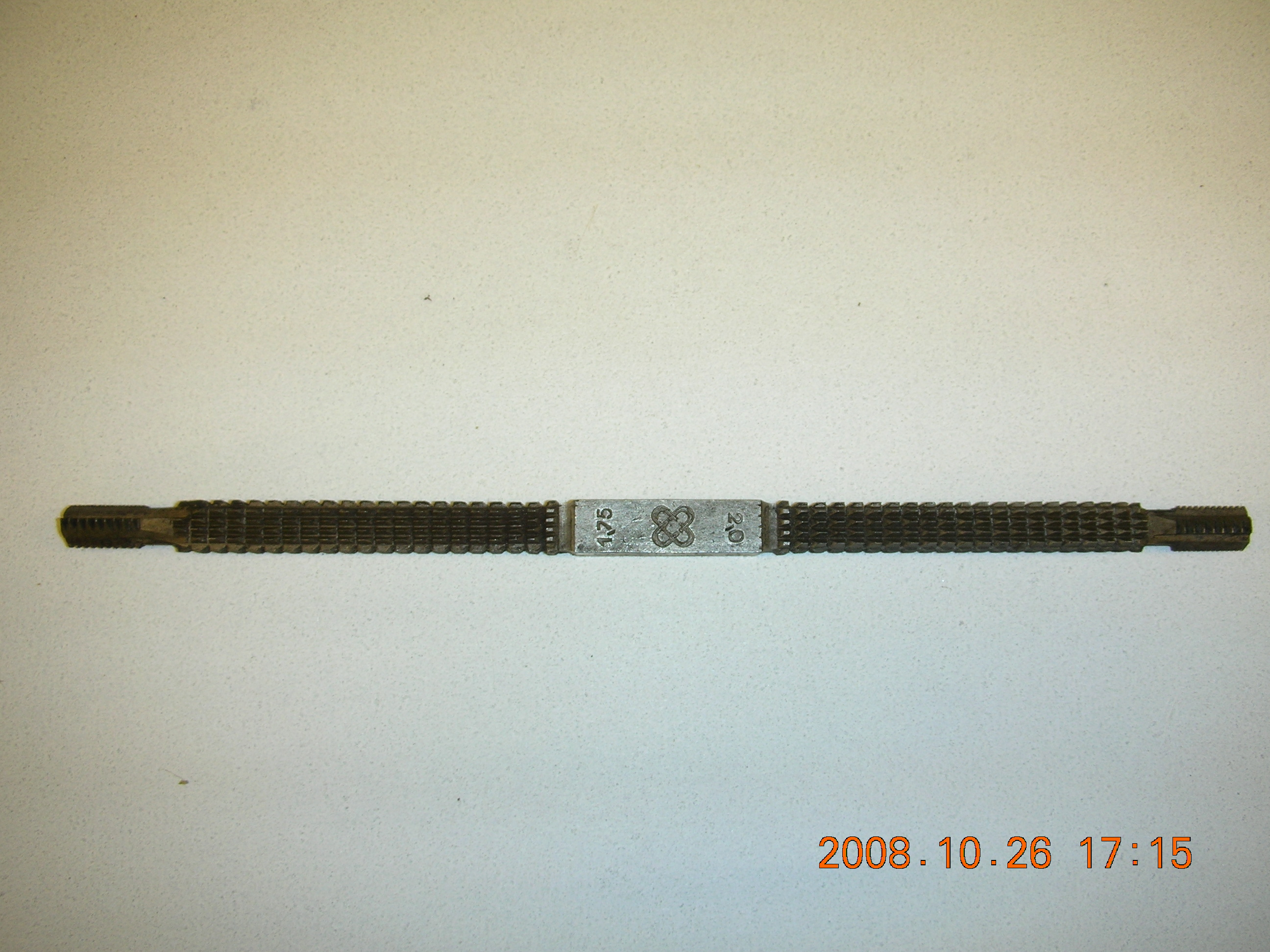
Gängfil

En fil med speciella egenskaper är pansarfilen, som är en enkelgradig, mycket grov fil med frästa tänder. Tändernas form är rundad. Allt detta ger en fil med hög avverkning i mjukare material, men som ändå ger en fin yta . Den är dessutom böjlig, och finns i ett otångat utförande med ett fästhål i varje ände, för montering i en ställbar hållare. Detta möjliggör bearbetning av buktiga ytor. Den användes gärna vid karosseriarbete, för att jämna till spacklade ytor.
En annan specialfil är gängfilen, med vilken man kan justera skadade gängor, både ut- och invändiga. Den är fyrkantig och har tänder för åtta olika gängstigningar. Utvändiga gängor filas med en fram- och återgående rörelse, medan invändiga filas med filens ände, med en vridrörelse.